# Hermillon
Hermillon ist eine Commune déléguée in der französischen Gemeinde La Tour-en-Maurienne mit 646 Einwohnern (Stand: 1. Januar 2022) im Département Savoie in der Region Auvergne-Rhône-Alpes.
Die Gemeinde Hermillon wurde am 1. Januar 2019 mit Pontamafrey-Montpascal und Le Châtel zur Commune nouvelle La Tour-en-Maurienne zusammengeschlossen. Die Gemeinde gehörte zum Arrondissement Saint-Jean-de-Maurienne und zum Kanton Saint-Jean-de-Maurienne. Die Nachbargemeinden waren Le Châtel im Norden, Saint-Jean-de-Belleville im Nordosten, Saint-Martin-de-Belleville im Osten und Nordosten, Saint-Julien-Mont-Denis im Osten und Südosten, Saint-Jean-de-Maurienne im Westen und Südwesten sowie Pontamafrey-Montpascal im Nordwesten.

## Geografie
Hermillon liegt etwa 50 Kilometer ostnordöstlich von Chambéry am Fluss Arc.
Am Westrand der Commune déléguée verläuft die Autoroute A43.

## Bevölkerungsentwicklung
| Jahr                      | 1962 | 1968 | 1975 | 1982 | 1990 | 1999 | 2006 | 2012 |
| Einwohner                 | 638  | 702  | 591  | 583  | 505  | 520  | 530  | 541  |
| Quelle: Cassini und INSEE |      |      |      |      |      |      |      |      |

## Sehenswürdigkeiten
- Kirche
- Kapelle Montandré aus dem 13. Jahrhundert
- Wasserfall von Hermillon
- Turm Clusaz, Reste eines alten Donjon